# Macropipus vernalis
Macropipus vernalis är en kräftdjursart som först beskrevs av Risso 1816.  Macropipus vernalis ingår i släktet Macropipus och familjen simkrabbor. Inga underarter finns listade i Catalogue of Life.